# أندريا فاركاس
أندريا فاركاس (بالمجرية: Farkas Andrea) مواليد 1 سبتمبر 1969 في بودابست، هي لاعبة كرة يد مجرية معتزلة. مثلت منتخب المجر لكرة اليد للسيدات في 131 مباراة. شاركت في دورة الألعاب الأولمبية الصيفية سنة 1996. حققت المركز الثاني في الألعاب الأولمبية الصيفية 2000.

## سجل المنافسة
شاركت في البطولات التالية:
- بطولة العالم لكرة اليد للسيدات 1995
- بطولة العالم لكرة اليد للسيدات 1997
- بطولة العالم لكرة اليد للسيدات 1999
- بطولة العالم لكرة اليد للسيدات 2001
- بطولة أوروبا لكرة اليد للسيدات 1996
- بطولة أوروبا لكرة اليد للسيدات 1998

## الميداليات
| الميدالية | المسابقة                            |
| --------- | ----------------------------------- |
| فضية      | الألعاب الأولمبية الصيفية 2000      |
| برونزية   | الألعاب الأولمبية الصيفية 1996      |
| برونزية   | بطولة أوروبا لكرة اليد للسيدات 1998 |

## روابط خارجية
- أندريا فاركاس على موقع الاتحاد الأوروبي لكرة اليد (الإنجليزية)
- أندريا فاركاس على موقع أوليمبيديا (الإنجليزية)